# Amédée Grab

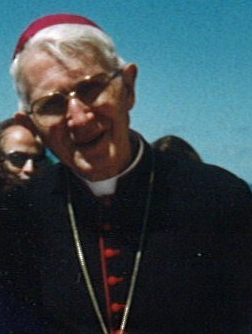
Bischof Amédée Grab (2011)

Amédée Antoine-Marie Grab OSB (* 3. Februar 1930 in Zürich als Antoine-Marie Grab; † 19. Mai 2019 in Roveredo GR) war ein Schweizer Benediktiner und Bischof des Bistums Chur.

## Leben
Antoine-Marie Grab wurde 1930 als Bürger des Kantons Schwyz in Zürich geboren, wuchs aber in Genf auf. Ab dem Jahr 1947 besuchte er die Stiftsschule der Benediktinerabtei Einsiedeln, wo er 1949 die Maturität ablegte. Noch im gleichen Jahr trat er in das Noviziat des Klosters ein und erhielt den Ordensnamen Amédée. Am 8. September 1950 legte er in Einsiedeln die einfache Profess ab und begann anschliessend das Philosophie- und Theologiestudium an der Theologischen Schule der Abtei. 1953 folgte seine feierliche Profess.
Am 12. Juni 1954 wurde er nach Abschluss seiner Studien zum Priester geweiht. Von 1956 bis 1958 unterrichtete Pater Amédée Grab an der Stiftsschule Einsiedeln, bevor er von 1958 bis 1978 als Rektor das Collegio Papio in Ascona leitete. 1965 bis 1966 studierte er an der Universität Freiburg (Schweiz) romanische Philologie und wirkte während dieser Zeit als Seelsorger an der Académie Ste-Croix. 1978 bis 1983 war er erneut an der Stiftsschule Einsiedeln tätig. In diesen Jahren beteiligte er sich unter anderem an der Synode 72 im Bistum Lugano und dann an den Interdiözesanen Pastoralforen von Einsiedeln (1978) und Lugano (1981). 1983 wurde er Sekretär der Schweizer Bischofskonferenz. Grab sprach alle drei grossen Schweizer Landessprachen fliessend.
Am 3. Februar 1987 wurde er zum Weihbischof in Lausanne, Genf und Freiburg und zum Titularbischof von Cenae ernannt. Die Bischofsweihe spendete ihm am 12. April 1987 in der Kathedrale Sankt Nikolaus der Bischof von Lausanne, Genf und Freiburg Pierre Mamie; Mitkonsekratoren waren Gabriel Bullet, Weihbischof in Lausanne, Genf und Freiburg, und Henri Schwery, der Bischof von Sitten. Er nahm seinen Sitz in Genf, wo es seit 1873 keinen katholischen Bischof mehr gegeben hatte. Befürchtungen, seine Präsenz könnte den konfessionellen Frieden in der calvinistischen Stadt bedrohen, erwiesen sich als unzutreffend, und Grab erwarb sich durch seinen Einsatz für das gute ökumenische Klima am Ort den Ruf eines «grossen Ökumenikers».
Am 9. November 1995 wurde Grab zum Diözesanbischof von Lausanne, Genf und Freiburg ernannt und übernahm dieses Amt am 26. November 1995. Zum Bischof von Chur wurde er als Nachfolger von Wolfgang Haas am 9. Juni 1998 gewählt, Papst Johannes Paul II. bestätigte die Wahl am 12. Juni 1998. Die Amtseinführung fand am 23. August 1998 statt. In Chur wurde er nach dem konfliktreichen Episkopat seines Vorgängers als «Mann der Versöhnung» wahrgenommen und bemühte sich erfolgreich um Ausgleich und Befriedung seines Bistums. Er galt als «väterlicher Bischof», dem es in kurzer Zeit gelang, das angespannte Verhältnis zwischen dem Bischofssitz in Chur und der zuständigen römisch-katholischen Kantonalkirche Zürich zu entkrampfen. Das unter Haas in Verruf geratene Priesterseminar St. Luzi in Chur gewann unter Grab wieder an Renommee.
1998 übernahm Amédée Grab die Präsidentschaft der Schweizer Bischofskonferenz. Von 2001 bis 2006 war er Präsident des Rates der europäischen Bischofskonferenzen (CCEE). Im Jahr 2005 war Grab Moderator der deutschsprachigen Arbeitsgruppe der Weltbischofssynode in Rom zum Thema Eucharistie. Das altersgemässe Rücktrittsgesuch als Bischof der Diözese Chur, das Grab im Jahr 2005 mit 75 Jahren stellte, nahm Papst Benedikt XVI. erst zwei Jahre später, am 5. Februar 2007, an und ernannte Grab gleichzeitig zum Apostolischen Administrator der Diözese. Am 8. September 2007 weihte er Vitus Huonder, der einer seiner drei Generalvikare gewesen war, zu seinem Nachfolger.
Bischof Grab wohnte danach wieder in seinem Professkloster Einsiedeln. Er nahm als Altbischof viele Verpflichtungen ausserhalb des Bistums wahr und vertrat auch seinen Nachfolger Vitus Huonder in den Pfarreien. Seine letzten Lebensjahre verbrachte er im Priesterseminar St. Luzi und ab 2017 im Pflegeheim Casa di Cura Immaculata in Roveredo GR, wo er unerwartet starb.
Die Totenmesse für Amédée Grab fand am 27. Mai 2019 in der Kathedrale von Chur statt und wurde von Peter Bürcher als Apostolischer Administrator des Bistums gehalten, einem langjährigen Weggefährten Grabs, der gleichzeitig mit ihm Weihbischof in Lausanne und anschliessend, unter Grab als Diözesanbischof, in Freiburg tätig gewesen war. Es folgte die Beisetzung auf dem Bischofsfriedhof.